# ديربي تاين وير
ديربي تاين وير ، المعروف أيضًا باسم ديربي نورث إيست ، هو ديربي محلي بين ناديي كرة القدم سندرلاند ونيوكاسل يونايتد.وهو تنافس بين مدينتين في شمال شرق إنجلترا هما سندرلاند ونيوكاسل أبون تاين وتبعدان عن بعضهما البعض حوالي 12 ميل (19 كـم) . يلعب سندرلاند مبارياته على أرضه في ملعب النور بينما يلعب نيوكاسل مبارياته على ملعب سانت جيمس بارك. عُقد أول لقاء بين الفريقين في عام 1883م، وكانت المباراة التنافسية الأولى في كأس الاتحاد الإنجليزي عام 1888م والتي فاز بها سندرلاند 2-0 على نيوكاسل إيست إند.
التوازن الإحصائي بين الفريقين متكافئ للغاية: حتى الآن، تم لعب 154 مباراة في المسابقات الثلاث الكبرى (بما في ذلك مباراة فاصلة تأهيلية ذهاباً وإياباً في عام 1990)، فاز نيوكاسل في 53 مرة وسندرلاند 51 مرة في حين تقاسم الناديين 50 تعادلاً؛ باحتساب المباريات في كأس تكساكو والكأس الأنجلو-اسكتلندي، فاز كلا الناديين بـ 53 مباراة (انظر ملخص نتائج الانهيار).   يان مفيلا Yann M'Vila ، الذي لعب في كلتا المباراتين، وصف الديربي بأنه أكبر من ديربي ميلان. 

## تاريخ

### التنافس وراء كرة القدم
يعد تاريخ ديربي Tyne-Wear امتدادًا حديثًا للتنافس بين سندرلاند ونيوكاسل الذي يعود إلى الحرب الأهلية الإنجليزية عندما أدت الاحتجاجات على المزايا التي كان التجار في Royalist Newcastle يتمتعون بها مقارنة بنظرائهم في Wearside والذي أدى إلى أن يصبح Sunderland معقلًا للمطالبين بالنظام البرلماني.
وجد سندرلاند ونيوكاسل نفسيهما مرة أخرى على طرفي نقيض خلال انتفاضات اليعاقبة، مع دعم نيوكاسل للهانوفريين مع الملك الألماني جورج، بينما انحاز سندرلاند إلى جانب الإسكتلندي ستيوارت.

### التنافس في كرة القدم
قبل بداية القرن العشرين، كانت المنافسات الرئيسية في سندرلاند ونيوكاسل تدور حول شؤون المدينة. كان هناك تنافس في نيوكاسل خلال ثمانينيات القرن التاسع عشر بين نيوكاسل إيست إند (الذي أصبح فيما بعد نيوكاسل يونايتد) ونيوكاسل ويست إند، والذي انتهى بإفلاس ويست إند في عام 1892م. في هذه الأثناء، في ويرسايد Wearside ، انفصلت مجموعة من اللاعبين عن سندرلاند وشكلت المنافس سندرلاند ألبيون في عام 1888م، على الرغم من أن ألبيون أُجبر على الانسحاب بعد أربع سنوات.
عُقد اللقاء الأول بينهما في عام 1883م، مع أول مباراة تنافسية في كأس الاتحاد الإنجليزي في نوفمبر 1887م؛ حيث فاز سندرلاند 2-0.
في مطلع القرن العشرين، بدأ التنافس في الظهور.كان لا بد من التخلي عن لقاء الجمعة العظيمة عام 1901م، في أواخر موسم 1900-1 في سانت جيمس بارك ، حيث وصل ما يصل إلى 120.000 مشجع إلى الملعب الذي كانت سعته في ذلك الوقت 30.000. قوبل النبأ بغضب وأعمال شغب مما أدى إلى إصابة عدد من المشجعين. على الرغم من أن الديربي اجتذب حشودًا كبيرة - حيث غالبًا ما كان المشجعون يتسلقون الأشجار والمباني لمشاهدة اللعبة - إلا أنه لا يوجد دليل يذكر يشير إلى أي عداء بين مجموعتي المشجعين في فترة ما قبل الحرب وما بعدها مباشرة. في 5 ديسمبر 1908م، فاز سندرلاند على نيوكاسل 9-1 على ملعب سانت جيمس بارك، على الرغم من فوز نيوكاسل بلقب الدوري في ذلك الموسم، حيث أنهى الموسم متقدمًا بتسع نقاط على منافسه المحلي الذي احتل المركز الثالث.  وبقيت هذه النتيجة أكبر فوز على الإطلاق في ديربي تاين-وير، بالإضافة إلى أكبر فوز لـ Wearsiders على الإطلاق خارج أرضه  وأكبر هزيمة على الإطلاق لنيوكاسل في الدوري المحلي. أكبر انتصار لنيوكاسل في الديربي هو 6-1، وهو ما حققوه مرتين - على أرضهم في عام 1920م وخارج ملعبهم في عام 1955م. 
في عام 1979م، فاز سندرلاند بنتيجة 4-1 في نيوكاسل، وسجل جاري رويل Gary Rowell (المولود في سيهام، مقاطعة دورهام) ثلاثية.
في يوم رأس السنة الجديدة 1985م، سجل بيتر بيردسلي المولود في نيوكاسل ثلاثية خلال المباراة التي انتهت بفوز نيوكاسل بينتيجة 3-1.

مقارنة جنبًا إلى جنب بين مراكز نيوكاسل وسندرلاند النهائية في الدوري منذ عام 1891م حتى الوقت الحاضر

في عام 1990م، التقى الفريقان في الدور نصف النهائي من دوري الدرجة الثانية الذي أطلق عليه اسم «أكبر ديربي تاين-وير في التاريخ». انتهت مباراة الذهاب على ملعب روكر بارك بدون أهداف بعد أن أضاع سندرلاند ركلة جزاء. لكنهم فازوا بعد ذلك في مباراة الإياب 2-0 على ملعب سانت جيمس بارك. قبل نهاية مباراة الإياب، اقتحم بعض مشجعي نيوكاسل أرض الملعب على أمل إجبارهم على الانسحاب. ورغم ذلك استؤنفت المباراة وأكمل سندرلاند انتصاره. خسر سندرلاند المباراة النهائية أمام سويندون تاون، لكنه تاهل بسبب المخالفات المالية لفريق سويندون.
في ديربي لا يُنسى في 25 أغسطس 1999م، أجلس مدرب نيوكاسل رود خوليت متصدري ترتيب الهدافين آلان شيرر ودنكان فيرجسون على مقاعد البدلاء. واصل سندرلاند الفوز 2-1 على ملعب سانت جيمس بارك بفضل أهداف كيفن فيليبس ونيال كوين، وفي مواجهة غضب جماهير نيوكاسل، استقال خوليت قبل المباراة التي تلتها.   وكرر سندرلاند هذا الإنجاز بعد عام، في مباراة تذكرها حارس مرمى سندرلاند توماس سورنسن الذي تصدى لركلة جزاء شيرر.

#### القرن الحادي والعشرون

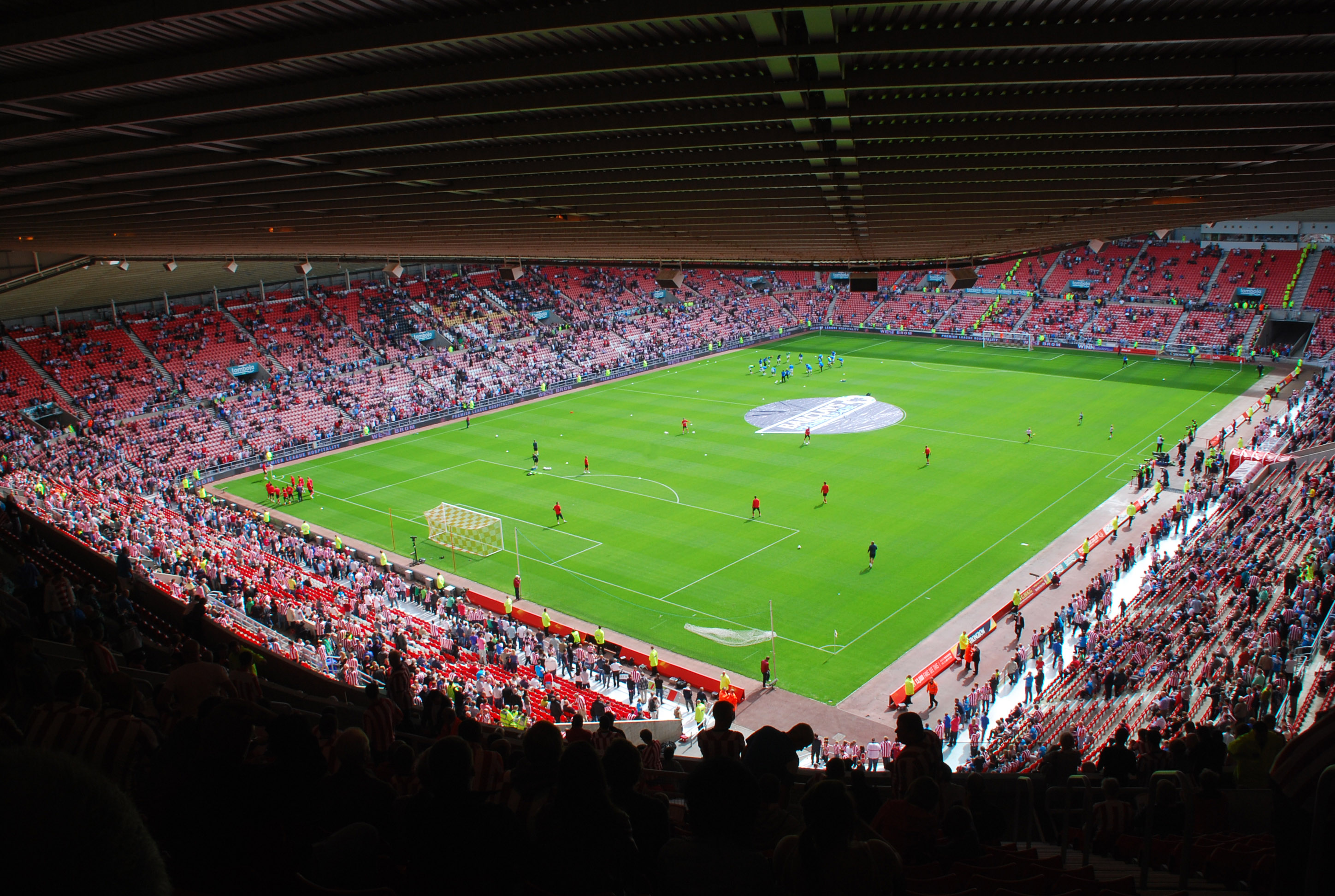
اللاعبون يقمومون بالإحماء في ملعب النور قبل مباراة الديربي.

في ديربي مليء بالأحداث في 17 أبريل 2006م، عاد نيوكاسل من تأخره بنتيجة 1-0 في الشوط الأول ليهزم سندرلاند 4-1 على ملعب النور. أحد الذين سجلوا اهدافا لنيوكاسل في ذلك اليوم، مايكل شوبرا، انضم لاحقًا إلى سندرلاند ولعب في ثلاث ديربيات ضد نيوكاسل. في 25 أكتوبر 2008م، فاز سندرلاند على نيوكاسل 2-1 في ملعب النور، وهو أول فوز له على أرضه في الديربي لمدة 28 عامًا.
في 31 أكتوبر 2010 م، فاز نيوكاسل على سندرلاند، الذي لعب بعشرة لاعبين لأكثر من 37 دقيقة بنتيجة 5-1 على أرضه،  وسجل قائدهم كيفن نولان ثلاثية، بينما طُرد مدافع نيوكاسل السابق تيتوس برامبل. تقدم نيوكاسل بمباراة الإياب في يناير 2011م بنتيجة 1-0 بفضل هدف آخر من نولان، واستطاع أسامواه جيان تحقيق التعادل لسندرلاند في الوقت المحتسب بدل الضائع. أقيم الديربي التالي في أغسطس 2011م على ملعب النور، حيث فاز نيوكاسل بنتيجة 1-0 بفضل ركلة حرة رايان تايلور. انتهت مباراة الإياب في سانت جيمس بارك بنتيجة 1-1. اتهم الاتحاد الإنجليزي كلا الجانبين بالفشل في إبقاء لاعبيه تحت السيطرة، وهي التهم التي قبلها كلاهما. 
في 14 أبريل 2013م، هزم سندرلاند نيوكاسل بنتيجة 3-0 في سانت جيمس بارك فيالمباراة الثانية للمديرالفني باولو دي كانيو، وهو أول فوز للفريق خارج أرضه في المباراة منذ 13 عامًا. بلغ عدد المشجعين في تلك المباراة 52355 شخصًا بحضور 2000 من مشجعي سندرلاند، بما في ذلك لاعب خط وسط القطط السوداء الموقف كريج جاردنر. وكان مسجلي الأهداف لسندرلاند ستيفان سيسيجنون في الدقيقة 27 وآدم جونسون في الدقيقة 74 وديفيد فوغان في الدقيقة 82. شهد الموسم التالي قيام سندرلاند بالفوز الثاني على نيوكاسل للمرة الأولى منذ موسم 1966/67 وفاز بثلاث ديربيات متتالية لأول مرة منذ عام 1923م  - تفوق فريق القطط السوداء على ملعب النور بنتيجة 2-1 في 27 أكتوبر 2013م،  قبل تكرار الفوز بنتيجة 0-3 على ملعب سانت جيمس بارك في 1 فبراير 2014م بأهداف فابيو بوريني وآدم جونسون وجاك كولباك.
في 21 ديسمبر 2014م، سجل آدم جونسون هدفًا متأخرًا في الدقيقة 90 في مرمى الحارس جاك ألنويك في ملعب سانت جيمس بارك، ليضمن فوز سندرلاند على نيوكاسل في أربع ديربيات متتالية - وهو رقم قياسي جديد وأيضًا انتصار سندرلاند الثالث على التوالي في سانت جيمس بارك. . في 5 أبريل 2015م، فاز سندرلاند مرة أخرى على نيوكاسل ليحقق فوزه الخامس في الديربي على التوالي ويكمل فوزه المزدوج على نيوكاسل للموسم الثاني على التوالي.سجل جيرمين ديفو من مسافة 22 ياردة في الشوط الأول ليمنح سندرلاند النصر.  في 25 أكتوبر 2015م، انتصر سندرلاند مرة أخرى على نيوكاسل ليعزز رقمه القياسي بسادس فوز على التوالي في الديربي. افتتح آدم جونسون التسجيل من ركلة جزاء الذي أدى إلى طرد طرد فابريسيو كولوتشيني ليكمل نيوكاسل اللقاء بـ10 لاعبين نتيجة لذلك. ثم أدى هدف من بيلي جونز وتسديدة هوائية لستيفن فليتشر إلى تحقيق الفوز. انتهى اللقاء الأخير بين الفريقين، في 20 مارس 2016م في ملعب سانت جيمس بارك، بالتعادل 1-1، حيث افتتح جيرمين ديفو التسجيل لصالح سندرلاند قبل أن يعادل ألكسندر ميتروفيتش لنيوكاسل.
مع هبوط سندرلاند إلى الدرجة الثالثة في كرة القدم الإنجليزية في 2018م، أصبحوا مؤهلين للعب في لكأس الدوري الإنجليزي لكرة القدم، والتي تضمنت أيضًا فرقًا دون السن القانونية من أندية الدوري الإنجليزي الممتاز مثل نيوكاسل. التقى فريق سندرلاند الأول مع نيوكاسل تحت 21 سنة في موسم 2018-19، وفاز بنتيجة 4-0. نظرًا للاهتمام المحلي، جذبت هذه المباراة جمهورًا يزيد عن 16000 متفرج، وهو أعلى بكثير من متوسط المسابقة، ولكن لم يتم احتسابها ضمن الإحصائيات المتعلقة بالديربي (وصل سندرلاند إلى النهائي لكنه خسر أمام بورتسموث بركلات الترجيح.)

## الشغب والعنف
شهد ديربي تاين-وير في بعض الأحيان حوادث شغب. في عام 1990م، عندما تقدم سندرلاند خلال نصف النهائي بنتيجة 2-0، دخل بعض مشجعي نيوكاسل الملعب، على أمل إللغاء المباراة.
تم القبض على 160 مشجع فيما يتعلق بمباراة في عام 2001م. 
في مارس 2002م، تقاتل أعضاء ب Seaburn Casuals (إحدى روابط مشجعي Sunderland AFC) مع مثيري الشغب من رابطة Newcastle Gremlins في مواجهة مرتبة مسبقًا بالقرب من محطة North Shields للعبارات، في ما وُصف بأنه «بعض أسوأ المعارك المتعلقة بكرة القدم التي شوهدت على الإطلاق في المملكة المتحدة». وسُجن زعيمي Gremlins و Casuals لمدة أربع سنوات بتهمة التآمر، وسُجن 28 آخرين لمدد مختلفة بناءً على الأدلة التي تم الحصول عليها بعد أن فحصت الشرطة الرسائل المرسلة عبر الهاتف المحمول بين أفراد العصابة في ذلك اليوم.
في 2 أبريل 2003م، تم إلقاء القبض على حوالي 95 مشجعًا عندما اشتبك حوالي 200 من مشجعي سندرلاند ونيوكاسل في وسط مدينة سندرلاند قبل مباراة تصفيات إنجلترا UEFA Euro 2004 ضد تركيا في المدينة. ثم هاجم المشجعون الشرطة ورشقوها بالزجاجات والعلب وحواف العجلات. عزت بعض المصادر هذه الاشتباكات إلى تجدد الصراع بين Gremlins و Seaburn Casuals. في نهاية موسم 2002–03، تصدّر سندرلاند جدول الاعتقالات برصيد 154. 
في عام 2008م، بعد فوز سندرلاند على نيوكاسل على أرضه لأول مرة منذ 28 عامًا، كان هناك اقتحام صغير للملعب من قبل مشجعي سندرلاند، وألقيت حجارة على لاعب خط وسط نيوكاسل جوي بارتون، على الرغم من أن المدير روي كين قلل من خطورة الحادث. في 16 يناير 2011م في مباراة من الدوري الإنجليزي الممتاز على ملعب النور، ركض مشجع سندرلاند البالغ من العمر 17 عامًا إلى أرض الملعب ودفع حارس نيوكاسل ستيف هاربر، وكان من بين 24 شخصًا تم القبض عليهم فيما يتعلق بسلسلة من حوادث الشغب في المباراة. ومع ذلك، فإن حوادث العنف ليست شائعة في بعض الأحيان - على سبيل المثال حصل سندرلاند على جائزة أفضل المشجعين تصرفًا لموسم 2010-11، على الرغم من اعتقالات يوم الديربي. 
في 14 أبريل 2013م، قام بعض مشجعي نيوكاسل يونايتد بأعمال شغب في شوارع نيوكاسل أبون تاين بعد الهزيمة بنتيجة 3-0 أمام سندرلاند في سانت جيمس بارك،  مع هجوم أحد المشجعين على حصان شرطة مما جذب انتباه وسائل الإعلام الدولية. وأصيب أربعة من ضباط الشرطة بجروح وتم اعتقال 29 شخصا. ظهرت المواجهة بين مشجعي الفريقين في محطة سكة حديد نيوكاسل في المسلسل التلفزيوني All Aboard: East Coast Trains في حلقة بعنوان «يوم الديربي».

### المشجعين بعيدا والشرطة
شهد موسم 1996-97 انضمام سندرلاند إلى نيوكاسل في الدوري الإنجليزي الممتاز. ومع ذلك، تم تقديم مقترحات لحظر مشجعي نيوكاسل من ملعب روكر بارك القديم لأسباب تتعلق بالسلامة والأمن. حصل اتفاق في اللحظة الأخيرة بين نادي سندرلاند وشرطة نورثمبريا يسمح لـ 1000 من مشجعي نيوكاسل بحضور المباراة. ومع ذلك، فقد قام نيوكاسل بالفعل بترتيبات البث التلفزيوني المباشر، وبالتالي رفض العرض. ردًا على انتقادات المشجعين، اقترح الرئيس التنفيذي لنيوكاسل آنذاك فريدي فليتشر أن حالة ملعب روكر بارك هي السبب وقال للجماهير: «لا تلوموا نادي نيوكاسل. لا تلوموا شرطة نورثمبريا. اللوم على سندرلاند!»  رداً على الحظر المفروض على مشجعي نيوكاسل في ملعب روكر بارك، فرض نيوكاسل حظراً مشابهاً على مشجعي سندرلاند في مباراة العودة على ملعب سنات جيمس بارك. 
في يناير 2014م، في أعقاب أعمال العنف التي أعقبت ديربي العام السابق في نيوكاسل، تم الإعلان عن «رحلة الفقاعة» لعشاق سندرلاند الراغبين في السفر إلى سانت جيمس بارك لحضور المباراة - حيث يُمنع المشجعون من الدخول ما لم يسافروا إلى المباراة في حافلات رسمية. مغادرين من سندرلاند، بغض النظر عن المكان الذي يعيشون فيه.  نتج عن هذا الإجراء استجابة غاضبة من كل من مشجعي سندرلاند ونيوكاسل، حيث أصدرت مواقع كلا المجموعتين بيانًا مشتركًا يعارض الإجراء. بعد ذلك، اندلع خلاف بين الأندية وشرطة نورثمبريا حول سبب تنفيذ رحلة الفقاعة، وسحب نادي سندرلاند الشروط، وفي بيان مشترك مع نيوكاسل يونايتد، انتقد مزاعم شرطة نورثمبريا بأنهم لم يوجهوا تغييرات في موعد ركلة البداية مرات عديدة على مدى سنوات عديدة على أنها «زائفة وسخيفة»، وأن جميع المباريات القادمة ستنطلق في بعض الأحيان لتناسب الأندية وأي بث تلفزيوني.

## ملخص النتائج
| المسابقة              | لعب | فوز نيوكاسل | فوز سندرلاند | تعادل | أهداف نيوكاسل | أهداف سندرلاند |
| --------------------- | --- | ----------- | ------------ | ----- | ------------- | -------------- |
| الدوري                | 142 | 51          | 47           | 44    | 211           | 211            |
| كأس الاتحاد الإنجليزي | 8   | 2           | 3            | 3     | 8             | 11             |
| كأس الدوري            | 2   | 0           | 0            | 2     | 4             | 4              |
| تصفيات الترويج        | 2   | 0           | 1            | 1     | 0             | 2              |
| المجموع               | 154 | 53          | 51           | 50    | 224           | 232            |

## البطولات
| المسابقة                     | نيوكاسل يونايتد | سندرلاند |
| ---------------------------- | --------------- | -------- |
| دوري كرة القدم الدرجة الأولى | 4               | 6        |
| كأس الاتحاد الإنجليزي        | 6               | 2        |
| كأس المعارض                  | 1               | 0        |
| المجموع                      | 11              | 8        |

## الإحصائيات

### ديربي مضاعف
حقق نيوكاسل انتصار مضاعف في تسعة مواسم (آخرها في موسم 2005-06)، بينما تمكن سندرلاند من تحقيق سبع ثنائيات، كان آخرها في 2014-2015.
نيوكاسل
| موسم      | على ملعبه | ضيف |
| --------- | --------- | --- |
| 1909-10   | 1–0       | 2-0 |
| 1911-12   | 3-1       | 2-1 |
| 1913 - 14 | 2-1       | 2-1 |
| 1920 - 21 | 6-1       | 2-0 |
| 1955–56   | 3-1       | 6-1 |
| 1956–57   | 6-2       | 2-1 |
| 1992-1993 | 1–0       | 2-1 |
| 2002–03   | 2-0       | 1–0 |
| 2005-06   | 3-2       | 4-1 |

سندرلاند
| موسم      | على ملعبه | ضيف |
| --------- | --------- | --- |
| 1904–05   | 3-1       | 3-1 |
| 1919 - 20 | 2-0       | 3-2 |
| 1923 - 24 | 3-2       | 2-0 |
| 1954-55   | 4-2       | 2-1 |
| 1966-1967 | 3–0       | 3–0 |
| 2013-14   | 2-1       | 3–0 |
| 2014-15   | 1–0       | 1–0 |

### أكبر فوز
سندرلاند 9-1: 5 ديسمبر 1908
نيوكاسل 6-1 : 9 أكتوبر 1920، 26 ديسمبر 1955

### أطول سلسلة انتصارات
6 مباريات لسندرلاند : 14 أبريل 2013 - أكتوبر 2015
5 مباريات نيوكاسل: 24 فبراير 2002 - 17 أبريل 2006

### أطول سلسلة تعادلات
4 مباريات: 8 أبريل 1985 - 13 مايو 1990

### أكثر من لعبوا مباريات في الديربي
| النادي   | اللاعب      | الدوري | الكأس | المجموع |
| -------- | ----------- | ------ | ----- | ------- |
| سندرلاند | جورج هولي   | 17     | 5     | 22      |
| نيوكاسل  | جيمي لورانس | 22     | 5     | 27      |

### أكثر الذين سجلوا في الديربي
| النادي   | اللاعب       | الدوري | الكأس | المجموع |
| -------- | ------------ | ------ | ----- | ------- |
| سندرلاند | جورج هولي    | 13     | 2     | 15      |
| نيوكاسل  | جاكي ميلبورن | 9      | 2     | 11      |

### الحضور الجماهيري

#### أعلى نسبة حضور
| المكان   | الحضور | النتيجة                      | التاريخ |
| -------- | ------ | ---------------------------- | ------- |
| سندرلاند | 68.004 | سندرلاند 2-2 نيوكاسل يونايتد | 1950م   |
| نيوكاسل  | 56000  | نيوكاسل يونايتد 1–1 سندرلاند | 1905م   |

#### أقل نسبة حضور
| المكان   | الحضور | النتيجة                       | التاريخ |
| -------- | ------ | ----------------------------- | ------- |
| سندرلاند | 25400  | سندرلاند 2-0 نيوكاسل إيست إند | 1888م   |
| نيوكاسل  | 17494  | نيوكاسل يونايتد 1–3 سندرلاند  | 1893م   |

## تخطي الانقسام
شارك عدد من اللاعبين في مباريات الفريق الأول مع كل من نيوكاسل وسندرلاند، وهم:
- باتريك فان آنهولت
- William Agnew  [لغات أخرى]‏
- ستان أندرسون
- John Auld
- هاري بيدفورد
- Paul Bracewell
- تايتوس برامبل
- مايكل بريدجز
- إيفور بروديس
- Alan Brown
- ستيفين كالدويل
- جون كامبل  [لغات أخرى]‏
- مايكل شوبرا
- لي كلارك
- جيف كلارك
- جاك كولباك
- أندي كول
- جو ديفين
- John Dowsey
- ديف إليوت
- روبي إليوت
- راي إليسون
- Alan Foggon
- هوارد غايل
- تومي غيب
- شاي غيفن
- Thomas Grey
- رون غوثري
- تومي هال
- ستيف هاردويك
- ميك هارفورد
- ستيف هاربر
- John Harvey  [لغات أخرى]‏
- ديفيد كيلي
- ألان كينيدي
- غي سونغ يونغ
- كازينغا لوالوا
- James Logan  [لغات أخرى]‏
- خافيير مانكيو
- Andy McCombie
- Albert McInroy
- Robert McKay  [لغات أخرى]‏
- ليونيل بيريز
- بوبي مونسور
- داريل مورفي
- James Raine  [لغات أخرى]‏
- Raymond Robinson  [لغات أخرى]‏
- Robert Robinson  [لغات أخرى]‏
- بوب روبسون
- داني روز
- Thomas Sowerby Rowlandson
- لويس ساها
- Matthew Scott  [لغات أخرى]‏
- لين شاكليتون
- داني سيمبسون
- جون سميث  [لغات أخرى]‏
- John Spence  [لغات أخرى]‏
- Colin Suggett
- إيرني تايلور
- روبرت تومسون
- Tommy Unwin
- Barry Venison
- كريس وادل
- نايجل والكر
- Billy Whitehurst
- ديفيد ويليس
- دي أندري يدلن
- ديفيد يونغ

بالإضافة إلى ذلك، فإن نظام الضيف الذي تم اعتماده في كرة القدم البريطانية خلال الحرب العالمية الثانية ويعني أنه يجب على معظم الفرق إرسال لاعبين ضيوف. وكان من بين هؤلاء مهاجم نيوكاسل جاكي ميلبورن الذي خاض مباراتين كضيف مع سندرلاند ضد جيتسهيد مرتين خلال موسم 1944-45. مهاجم آخر لنيوكاسل، ألبرت ستابينز، حل أيضًا ضيفًا على سندرلاند عدة مرات خلال موسم 1941-42، بما في ذلك ظهوره في نهائي الكأس في زمن الحرب، والتي خسرها سندرلاند أمام ولفرهامبتون واندررز على الرغم من تسجيل هدف عن طريق ستابينز.

### المديرون الفنيون
بوب ستوكو، الذي فاز بكأس الاتحاد الإنجليزي كلاعب مع نيوكاسل في 1955م، كان مدربًا لنادي سندرلاند بين عامي 1972 و 1977م، وقاد فريق Wearsiders إلى فوزهم الشهير بكأس الاتحاد الإنجليزي في عام 1973م والتأهل إلى الدرجة الأولى في عام 1976م. عاد لتدريب الفريق مرة أخرى لفترة وجيزة في عام 1987م.
تولى رجلان فقط مسؤولية تدريب الفريقين. في 15 مايو 2007م، عين نيوكاسل سام ألارديس كمدير جديد لهم، والذي لعب مع سندرلاند في أوائل الثمانينيات. ثم تم تعيينه مديرًا جديدًا لنادي سندرلاند في 9 أكتوبر 2015، ليصبح أول شخص يدير كلا المنافسين في الديربي. في صيف 2019، تم تعيين ستيف بروس، مدرب نادي سندرلاند السابق، مدرباً لنيوكاسل، خلفًا لرافائيل بينيتيز.